# Интериорен дизайн
Интериорният дизайн (вътрешното оформление или вътрешно обзавеждане) е наука за архитектурното и художествено оформление на вътрешното пространство на сградите и помещенията в тях, което осигурява на човека най-благоприятна среда за работа и почивка.
Интериорният дизайн е синтез от практически и художествени идеи и решения, които целят да подобрят условията за обитаване на човека в сградите в цялостно завършена естетическа форма. Това е сравнително нова професия и разбиранията за нея се различават в зависимост от развитието ѝ в дадена страна.
Най-често интериорният дизайнер е ангажиран с проектен анализ, пространствено планиране, естетика и обзавеждане. Във всеки нов обект се извършва функционално и ергономично зониране на пространството, избиране на мебели и декорация.
Дефиниция на професията дизайнер на интериора, приета от Международната федерация на дизайнерите на интериор през 1983 г.: (http://mebeli.4bg.info/l_bg/?s=3&d=131)
“Професионалният дизайнер на интериор е човек, квалифициран чрез образование, опит и признати умения, който:
▪ идентифицира, проучва и творчески решава проблеми, отнасящи се до функциите и качеството на интериорната среда
▪ осъществява услуги, свързани с интериорни пространства и включващи програмиране, проектен анализ, пространствено планиране, естетика и контрол върху процеса на работа, използвайки специализираните си познания по конструкция на интериора, строителни системи и компоненти, строителни разпоредби, оборудване, материали и обзавеждане
▪ подготвя чертежи и документи, свързани с проекта на интериорните пространства, за да подобри качеството на живот и защити здравето, безопасността и благополучието на обществото.”